# Phoenicagrion flammeum
Phoenicagrion flammeum – gatunek ważki z rodziny łątkowatych (Coenagrionidae); jest gatunkiem typowym rodzaju Phoenicagrion. Zamieszkuje Amerykę Południową i jest szeroko rozprzestrzeniony; stwierdzono go w Kolumbii, Wenezueli, Gujanie, Peru i Brazylii.
Gatunek ten opisał (pod nazwą Leptagrion flammeum) w 1876 roku Edmond de Sélys Longchamps w oparciu o trzy okazy (dwa samce i samicę) odłowione w Amazonii.